# رياض السلاطين (كتاب)
رياض السلاطين (الفارسية: رياض السلاطين) هو أول كتاب تاريخي من العصر البريطاني عن الحكم الإسلامي في البنغال والذي نُشر في البنغال عام 1788 م. وقد كتبه غلام حسين سليم زيدبوري.

## المحتوى
تبدأ أحداث الكتاب بوصول محمد بن بختيار الخلجي، وهو قائد تركي أفغاني من جنوب أفغانستان، والذي جلب الحكم الإسلامي إلى البنغال. وتنتهي الأحداث بمعركة بلاسي وهزيمة نواب البنغال المسلمين على يد البريطانيين، مما أنهى الحكم الإسلامي في البنغال. كانت هناك بعض الأخطاء في صوبة البنغال في ظل سلطنة مغول الهند والحكم التاريخي لشايستا خان.

## روابط خارجية
- الترجمة إلى الإنجليزية ، ملف DJVU في كومنز
- رياض السلاطين، حدائق السلاطين، أرشيف النصوص الرقمية لمعهد باكارد للعلوم الإنسانية (PHI) (الأدب الفارسي باللغة الإنجليزية)